# Plan de numérotation téléphonique en Israël
 (décembre 2023).
Le plan de numérotation téléphonique israélien est l'ensemble des principes et conventions qui déterminent les numéros de téléphone en Israël. Il est réglementé par le Ministère israélien des communications.
Le système de télécommunications palestinien est intégré dans l'infrastructure de télécommunications israélienne.
Le plan de numérotation israélien est de type fermé. D'une façon générale, les numéros de téléphone se composent d'un indicatif régional et d'un numéro d'abonné. Le « 0 » est utilisé comme préfixe régional. L'indicatif international d'Israël est le +972.

## Principe général
Lorsque l'on appelle un numéro israélien depuis Israël, le format est le suivant :" 0 - indicatif de zone (Z) ou de réseau (R) - numéro de l'abonné (X) "
Lorsque l'on appelle un numéro israélien depuis l'extérieur d'Israël, le format doit être :" +972 - indicatif de zone (Z) ou de réseau (R) - numéro de l'abonné (X) "

## Histoire
L'annuaire téléphonique de la région de Tel Aviv montre qu'en 1965 la plupart des numéros de téléphone israéliens comportaient 6 chiffres, mais que certains n'en avaient que 5 . A cette époque, il y avait dix indicatifs régionaux : 
- 02  : Jérusalem, Bet Shemesh ;
- 03  : Tel-Aviv, Petah Tikva, Rehovot, Ashdod ;
- 04  : Haïfa et Galilée occidentale ;
- 051  : Ashqelon;
- 053  : Nétanya ;
- 057  : Beersheva et la majeure partie du Néguev ;
- 059  : Eilat;
- 065  : Afoula, Nazareth ;
- 063  : Hadera, Zichron Yaakov ;
- 067  : Tibériade, Zefat et Galilée orientale [2].

Dans les années 1990, la plupart des numéros de téléphone en Israël comportaient 6 chiffres (avec en plus un chiffre pour l'indicatif régional). Actuellement, il existe 5 indicatifs de zone géographique et 2 autres indicatifs non géographiques. Les numéros se composent de 7 ou 8 chiffres (avec en plus un indicatif régional).

## Structure et format
À l'intérieur d'une même zone géographique, les numéros de lignes fixes  sont composés de 7 chiffres : XXX-XXXX.
Pour les appels vers une ligne fixe située hors de la zone locale, il faut composer le 0 , l'indicatif régional Z et les sept chiffres : 0Z -  XXX-XXXX.
Le format des numéros de téléphones mobiles est 05R-XXX-XXXX, dans lequel le « 05R » est l'indicatif de l'opérateur mobile. Le format des numéros des lignes Voix sur IP est 07R-XXX-XXXX, où « 07R » est l'indicatif de l'opérateur de Voix sur IP.
Pour les appels depuis l'étranger vers Israël, le « 0 » initial des indicatifs régionaux ne doit pas être composé. Le format est +972-Z-XXX-XXXX pour les appels vers des lignes fixes, +972-5R-XXX-XXXX pour les appels vers des lignes mobiles, +972-7R-XXX-XXXX pour les appels vers les lignes en Voix sur IP.
| Préfixe            | Type de service                                                          | Format local       | Format international             |
| ------------------ | ------------------------------------------------------------------------ | ------------------ | -------------------------------- |
| 00, 01x            | Préfixe d'appel international (d'Israël vers d'autres pays)              | 00 ou 01x          |                                  |
| 02, 03, 04, 08, 09 | Indicatifs des zones géographiques                                       | (0Z) XXX-XXXX      | +972 Z XXX-XXXX                  |
| 05                 | Indicatif pour les services de téléphones mobiles                        | 05R XXX-XXXX       | +972 5R XXX-XXXX                 |
| 07                 | Indicatif régional non géographique pour les services fixes, VoIP et VoC | 07R XXX-XXXX       | +972 7R XXX-XXXX                 |
| 10, 11, 12         | Numéross courts pour les services d'urgence                              | 10X ou 11X ou 12XX | Non disponible depuis l'étranger |
| 151                | Messagerie vocale                                                        | 151-X(X)XXX-XXXX   | +972 151-X(X)XXX-XXXX            |
| 153                | Boîte de télécopie                                                       | 153-X(X)XXX-XXXX   | +972 153-X(X)XXX-XXXX            |
| 1599               | Appels commerciaux                                                       | 1 599 XXX-XXX      | +972 1599 XXX-XXX                |
| 1700               | Appels commerciaux                                                       | 1 700 XXX-XXX      | +972 1700 XXX-XXX                |
| 180X               | Appels gratuits                                                          | 1 80X XXX-XXX      | +972 180X XXX-XXX                |
| 19XX               | Appels surtaxés                                                          | 1 9XX XXX-XXX      | Non disponible depuis l'étranger |

## Préfixe d'appel international
Pour appeler les pays étrangers depuis Israël il faut d'abord faire le choix de son opérateur, composer le numéro d'accès au service international de l'opérateur choisi puis l'indicatif du pays de destination et enfin le reste du numéro national.
- 00 ou + – code court (uniquement pour les clients enregistrés)
- 012 – 012 smile
- 013 – 013 NetVision
- 014 – Bezeq International
- 015 – Hallo 015
- 016 – Golan Télécom
- 017 – Hot Mobile
- 018 – Xfone
- 019 – 019 Telzar

## Indicatifs régionaux
Du fait de la portabilité des numéros de mobile, le numéro d'un téléphone mobile portant le préfixe d'un opérateur donné peut être aujourd'hui associé à un autre opérateur.

### Indicatifs de zones géographiques

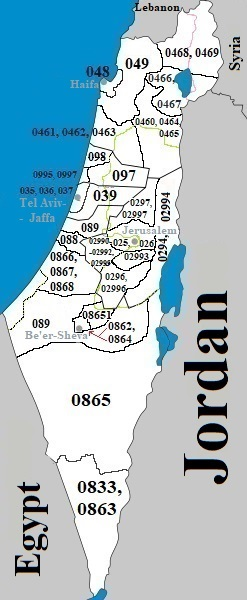
Indicatifs des zones géographiques d'Israël

Lorsque l'on appelle un numéro dans la même zone géographique que la sienne (2, 3, 4, 8, 9), le préfixe peut être omis (ainsi, au lieu de composer (0Z)XXX-XXXX, on peut simplement composer XXX-XXXX).
| Format local    | Format international | Description                                                      |
| --------------- | -------------------- | ---------------------------------------------------------------- |
| ( 02 ) XXX-XXXX | +972 2 XXX-XXXX      | Indicatif régional du district de Jérusalem                      |
| ( 03 ) XXX-XXXX | +972 3 XXX-XXXX      | Indicatif régional du district de Tel Aviv et du district centre |
| ( 04 ) XXX-XXXX | +972 4 XXX-XXXX      | Indicatif régional du district de Haïfa et du district du Nord   |
| ( 08 ) XXX-XXXX | +972 8 XXX-XXXX      | Indicatif régional de Shéphélah et du district sud               |
| ( 09 ) XXX-XXXX | +972 9 XXX-XXXX      | Indicatif régional de Sharon                                     |

- Dans les indicatifs de zone géographique, les premiers chiffres du numéro local identifient l'opérateur de service :

| Format local                                                               | Format international                                                                 | Opérateur                                   |
| -------------------------------------------------------------------------- | ------------------------------------------------------------------------------------ | ------------------------------------------- |
| (0Z) 2 XX-XXXX                                                             | +972 Z 2 XX-XXXX                                                                     | Paltel (Dans les Territoires Palestiniens ) |
| (0Z) 30 X-XXXX (0Z) 31 X-XXXX                                              | +972 Z 30 X-XXXX +972 Z 31 X-XXXX                                                    | Hot ( Altice )                              |
| (0Z) 370 -XXXX                                                             | +972 Z 370 -XXXX                                                                     | Cellact                                     |
| (0Z) 371 -XXXX                                                             | +972 Z 371 -XXXX                                                                     | Xfone (non utilisé)                         |
| (0Z) 372 -XXXX                                                             | +972 Z 372 -XXXX                                                                     | Partner                                     |
| (0Z) 373 -XXXX                                                             | +972 Z 373 -XXXX                                                                     | Cellcom                                     |
| (0Z) 374 -XXXX                                                             | +972 Z 374 -XXXX                                                                     | Partner                                     |
| (0Z) 375 -XXXX                                                             | +972 Z 375 -XXXX                                                                     | Hallo 015                                   |
| (0Z) 376 -XXXX                                                             | +972 Z 376 -XXXX                                                                     | Bezeq International                         |
| (0Z) 377 -XXXX                                                             | +972 Z 377 -XXXX                                                                     | Cellcom                                     |
| (0Z) 378 -XXXX                                                             | +972 Z 378 -XXXX                                                                     | Bynet Bsinesses (non utilisé)               |
| (0Z) 379 -XXXX                                                             | +972 Z 379 -XXXX                                                                     | Bynet Bsinesses (non utilisé)               |
| (0Z) 380 -XXXX (0Z) 380 -XXXX                                              | +972 Z 380 -XXXX +972 Z 380 -XXXX                                                    | Hallo 015                                   |
| (0Z) 5 XX-XXXX (0Z) 6 XX-XXXX (0Z) 7 XX-XXXX (0Z) 8 XX-XXXX (0Z) 9 XX-XXXX | +972 Z 5 XX-XXXX +972 Z 6 XX-XXXX +972 Z 7 XX-XXXX +972 Z 8 XX-XXXX +972 Z 9 XX-XXXX | Bézeq                                       |

### Indicatif  05 pour les appareils mobiles
| Format local                                            | Format international                                                    | Opérateur                                            |
| ------------------------------------------------------- | ----------------------------------------------------------------------- | ---------------------------------------------------- |
| 050 XXX-XXXX                                            | +972 50 XXX-XXXX                                                        | Péléphone                                            |
| 051 XXX-XXXX                                            | +972 51 XXX-XXXX                                                        | We4G ( Xfone )                                       |
| 052 XXX-XXXX                                            | +972 52 XXX-XXXX                                                        | Cellcom                                              |
| 053 XXX-XXXX                                            | +972 53 XXX-XXXX                                                        | Hot mobile ( Altice )                                |
| 054 XXX-XXXX                                            | +972 54 XXX-XXXX                                                        | Partner (exploite également 012mobile )              |
| 055 22 X-XXXX 055 23 X-XXXX                             | +972 55 22 X-XXXX +972 55 23 X-XXXX                                     | Cellcom (anciennement Home Cellular)                 |
| 055 24 X-XXXX 055 25 X-XXXX 055 26 X-XXXX 055 27 X-XXXX | +972 55 24 X-XXXX +972 55 25 X-XXXX +972 55 26 X-XXXX +972 55 27 X-XXXX | 019 Mobile (019 Telzar)                              |
| 055 32 X-XXXX 055 33 X-XXXX                             | +972 55 32 X-XXXX +972 55 33 X-XXXX                                     | Widely mobile (x2one)                                |
| 055 44 X-XXXX                                           | +972 55 44 X-XXXX                                                       | Cellran (Tadiran) (Inopérant)                        |
| 055 50 X-XXXX 055 51 X-XXXX                             | +972 55 50 X-XXXX +972 55 51 X-XXXX                                     | Annatel                                              |
| 055 55 X-XXXX 055 66 X-XXXX 055 67 X-XXXX 055 68 X-XXXX | +972 55 55 X-XXXX +972 55 66 X-XXXX +972 55 67 X-XXXX +972 55 68 X-XXXX | Rami Lévy                                            |
| 055 70 X-XXXX 055 71 X-XXXX 055 72 X-XXXX               | +972 55 70 X-XXXX +972 55 71 X-XXXX +972 55 72 X-XXXX                   | Cellact                                              |
| 055 87 X-XXXX 055 88 X-XXXX 055 89 X-XXXX               | +972 55 87 X-XXXX +972 55 88 X-XXXX +972 55 89 X-XXXX                   | Pelephone (anciennement YouPhone)                    |
| 055 9 XX-XXXX                                           | +972 55 9 XX-XXXX                                                       | 019 Mobile (019 Telzar)                              |
| 056 XXX-XXXX                                            | +972 56 XXX-XXXX                                                        | Wataniya Mobile (dans les territoires palestiniens ) |
| 058 XXX-XXXX                                            | +972 58 XXX-XXXX                                                        | Golan Télécom                                        |
| 059 XXX-XXXX                                            | +972 59 XXX-XXXX                                                        | Jawwal (dans les territoires palestiniens )          |

### Indicatif non géographique 07
L'indicatif national non géographique peut être utilisé par les opérateurs de téléphonie fixe et Voix sur IP.
| Format local                              | Format international                                  | Opérateur                          |
| ----------------------------------------- | ----------------------------------------------------- | ---------------------------------- |
| 071 8 XX-XXXX                             | +972 71 8 XX-XXXX                                     | Xfone (non fonctionnel)            |
| 072 2 XX-XXXX 072 3 XX-XXXX               | +972 72 2 XX-XXXX +972 72 3 XX-XXXX                   | Partner                            |
| 073 2 XX-XXXX 073 3 XX-XXXX 073 7 XX-XXXX | +972 73 2 XX-XXXX +972 73 3 XX-XXXX +972 73 7 XX-XXXX | Cellcom                            |
| 074 7 XX-XXXX                             | +972 74 7 XX-XXXX                                     | Partner                            |
| 076 5 XX-XXXX                             | +972 76 5 XX-XXXX                                     | Bezeq International                |
| 076 8 XX-XXXX                             | +972 76 8 XX-XXXX                                     | Bézeq                              |
| 077 XXX-XXXX                              | +972 77 XXX-XXXX                                      | Hot ( Altice )                     |
| 079 2 XX-XXXX                             | +972 79 2 XX-XXXX                                     | Widely mobile (x2one)              |
| 079 3 XX-XXXX                             | +972 79 3 XX-XXXX                                     | Bynet Businesses (non fonctionnel) |
| 079 5 XX-XXXX 079 6 XX-XXXX               | +972 79 5 XX-XXXX +972 79 6 XX-XXXX                   | Hallo 015                          |
| 079 7 XX-XXXX                             | +972 79 7 XX-XXXX                                     | Cellact                            |
| 079 8 XX-XXXX                             | +972 79 8 XX-XXXX                                     | Annatel                            |
| 079 9 XX-XXXX                             | +972 79 9 XX-XXXX                                     | 019 Telzar                         |

## Numéros spéciaux
Les numéros spéciaux incluent les services d'urgence et de secours, ainsi que l'assistance technique et d'autres prestataires de services :
```
100
 - 
Police

101
 - 
Service ambulancier

102
 - Pompiers

103
 - 
Société d'électricité

104
 - 
Home Front Command
 (Informations sur la façon d'agir en cas de guerre et de tremblement de terre)

105
 - Bureau de protection en ligne des enfants 
[
9
]
 

106
 - Centre d'appels municipal 
<
 dans 
la plupart
 des villes 
>

107
 - Centre d'appels municipal 
<
 dans certaines villes 
>

108
 - Centre d'appels municipal 
<
 dans certaines villes 
>

109
 - Centre d'appels municipal 
<
 dans certaines villes 
>

110
 - Service de renseignements de la 
police

118
 - Service d'urgence du 
ministère des Affaires sociales

1201
 - Premiers soins en santé mentale

1221
 - 
Intervention médicale d'urgence

1230
 - Intervention 
non médicale
 d'urgence 
[
10
]

1255 XXX
 - Centre d'information hospitalier 
<
 uniquement en cas d'urgence 
>

*XXXX
 - (Étoile et 4 chiffres) Service de numérotation rapide

1234
 - Service Bezeq-Card (lignes Bezeq uniquement)

1455
 - 
Horloge parlante
 - Heure et date en Israël et dans le monde

142
 - 
Appel en PCV

144
 - Informations sur les listes téléphoniques

166
 - Assistance technique Bezeq

171
 - Bureau de poste d'Israël

199
 - Service client Bezeq

164
 - Service client entreprise Bezeq

1 599 XXX XXX
 - 
Numéro surtaxé

1 700 XXX XXX
 - Numéro payant pour les entreprises

1 80X XXX XXX
 - 
Numéro gratuit

1 90X XXX XXX
 - Premium
```

## Numéros casher
Les téléphones et réseaux cashers sont essentiellement des lignes bénéficiant de l’approbation rabbinique Haredi. Elle se limitent à la communication et n'ont pas de fonctionnalité de divertissement ou de connectivité. Ces lignes ont un préfixe spécifique et se restreignent à des contenus définis par les militants ultra-orthodoxes. Le blocage porte entre autres sur l'accès à l'Internet cellulaire, les forums de discussion, les SMS .... 
Pour autant, les autres lignes téléphoniques ne sont pas forcément considérées comme non casher par la règle judaïque. La majorité des  juifs orthodoxes du monde utilisent des services téléphoniques non labellisés « casher ». La définition d'une ligne téléphonique « casher » reste vague et suscite la réflexion au sein des communautés.
Les entreprises qui fournissent des « numéros casher » ont attribué des plages exclusives pour ces lignes :
```
+972 
(A) 80
 X-XXXX - 
Bezeq
 (Quand A = 2,3,4,8,9)
+972 
50 41
 X-XXXX - Pelephone
+972 
52 71
 X-XXXX - 
Cellcom
, deuxième rang
+972 
52 76
 X-XXXX - 
Cellcom
, premier rang
+972 
53 31
 X-XXXX - Hot Mobile, premier rang
+972 
53 41
 X-XXXX - Hot Mobile, deuxième rang
+972 
54 84
 X-XXXX - 
Partner
, premier rang
+972 
54 85
 X-XXXX - 
Partner
, deuxième rang
+972 
55 32
 X-XXXX - Widely Mobile
+972 
55 67
 X-XXXX - Rami Lévy
+972 
55 71
 X-XXXX - Cellact
+972 
55 98
 X-XXXX - 019 Telzar
+972 
58 32
 X-XXXX - 
Golan Télécom

+972 
72 29
 X-XXXX - 
Partner
 ( 
012smile
 )
+972 
73 724
 -XXXX - Veidan
```